# Peter Palúch
Peter Palúch (Ružomberok, 17 de fevereiro de 1958) é um ex-futebolista profissional eslovaco que atuava como goleiro.

## Carreira
Peter Palúch fez parte do elenco da Tchecoslováquia na Copa do Mundo de 1990.